# Penja
Penja är en ort i Kamerun.   Den ligger i regionen Kustregionen, i den västra delen av landet, 220 km väster om huvudstaden Yaoundé. Penja ligger 148 meter över havet och antalet invånare är 28 406.
Terrängen runt Penja är platt åt sydost, men åt nordväst är den kuperad. Trakten runt Penja är ganska tätbefolkad, med 108 invånare per kvadratkilometer. Närmaste större samhälle är Loum, 10,7 km nordost om Penja. I omgivningarna runt Penja växer i huvudsak städsegrön lövskog.